# Konieczki (województwo warmińsko-mazurskie)
Konieczki (niem. Elisental) – wieś sołecka w Polsce położona w województwie warmińsko-mazurskim, w powiecie ełckim, w gminie Ełk.
W latach 1954–1971 w granicach Ełku.
W latach 1975–1998 miejscowość administracyjnie należała do województwa suwalskiego.
Od nazwy wsi pochodzi nazwa ełckiego osiedla Konieczki.